# Lista över fornlämningar i Vallentuna kommun (Angarn)
Lista över fornlämningar i Vallentuna kommun (Angarn) är en förteckning av ett urval av de fornlämningar som finns i Angarn i Vallentuna kommun.
| Namn                                      | Lämningstyp                 | Tillkomsttid | Historisk indelning | Plats          | Läge                 | ID-nr          | Bild                                      |
| ----------------------------------------- | --------------------------- | ------------ | ------------------- | -------------- | -------------------- | -------------- | ----------------------------------------- |
| Angarn 1:1                                | Hög                         |              | Angarn, Uppland     |                | 59.535618, 18.149901 | 10000200010001 | Ladda upp en bild av detta fornminne      |
| Angarn 1:2                                | Hög                         |              | Angarn, Uppland     |                | 59.535768, 18.149936 | 10000200010002 | Ladda upp en bild av detta fornminne      |
| Angarn 2:1                                | Gravfält                    |              | Angarn, Uppland     |                | 59.536727, 18.152791 | 10000200020001 | Ladda upp en bild av detta fornminne      |
| Angarn 3:1                                | Stensättning                |              | Angarn, Uppland     |                | 59.533710, 18.149454 | 10000200030001 | Ladda upp en bild av detta fornminne      |
| Angarn 3:2                                | Stensättning                |              | Angarn, Uppland     |                | 59.533595, 18.149552 | 10000200030002 | Ladda upp en bild av detta fornminne      |
| Angarn 4:1                                | Stensättning                |              | Angarn, Uppland     |                | 59.531926, 18.151778 | 10000200040001 | Ladda upp en bild av detta fornminne      |
| Angarn 4:2                                | Stensättning                |              | Angarn, Uppland     |                | 59.531806, 18.151837 | 10000200040002 | Ladda upp en bild av detta fornminne      |
| Angarn 4:3                                | Stensättning                |              | Angarn, Uppland     |                | 59.531596, 18.152147 | 10000200040003 | Ladda upp en bild av detta fornminne      |
| Angarn 6:1                                | Gravfält                    |              | Angarn, Uppland     |                | 59.534221, 18.153996 | 10000200060001 | Ladda upp en bild av detta fornminne      |
| Angarn 7:1                                | Gravfält                    |              | Angarn, Uppland     |                | 59.534374, 18.157646 | 10000200070001 | Ladda upp en bild av detta fornminne      |
| Angarn 8:1                                | Stensättning                |              | Angarn, Uppland     |                | 59.533238, 18.161733 | 10000200080001 | Ladda upp en bild av detta fornminne      |
| Angarn 9:1                                | Stensättning                |              | Angarn, Uppland     |                | 59.535692, 18.166902 | 10000200090001 | Ladda upp en bild av detta fornminne      |
| Angarn 10:1                               | Stensättning                |              | Angarn, Uppland     |                | 59.536953, 18.162897 | 10000200100001 | Ladda upp en bild av detta fornminne      |
| Rökarbacken (Angarn 11:1)                 | Gravfält                    |              | Angarn, Uppland     |                | 59.541549, 18.162298 | 10000200110001 | Ladda upp en bild av detta fornminne      |
| Angarn 12:1                               | Gravfält                    |              | Angarn, Uppland     |                | 59.541394, 18.170374 | 10000200120001 | Ladda upp en bild av detta fornminne      |
| Angarn 13:1                               | Gravfält                    |              | Angarn, Uppland     |                | 59.542634, 18.169288 | 10000200130001 | Ladda upp en bild av detta fornminne      |
| Angarn 16:1                               | Stenkrets                   |              | Angarn, Uppland     |                | 59.540004, 18.181092 | 10000200160001 | Ladda upp en bild av detta fornminne      |
| Angarn 16:2                               | Stensättning                |              | Angarn, Uppland     |                | 59.539974, 18.180870 | 10000200160002 | Ladda upp en bild av detta fornminne      |
| Angarn 16:4                               | Stensättning                |              | Angarn, Uppland     |                | 59.539392, 18.181502 | 10000200160004 | Ladda upp en bild av detta fornminne      |
| Angarn 17:1                               | Stensättning                |              | Angarn, Uppland     |                | 59.538522, 18.179132 | 10000200170001 | Ladda upp en bild av detta fornminne      |
| Angarn 19:1                               | Stensättning                |              | Angarn, Uppland     |                | 59.542398, 18.184225 | 10000200190001 | Ladda upp en bild av detta fornminne      |
| Angarn 20:1                               | Stensättning                |              | Angarn, Uppland     |                | 59.542292, 18.183235 | 10000200200001 | Ladda upp en bild av detta fornminne      |
| Angarn 21:1                               | Stensättning                |              | Angarn, Uppland     |                | 59.537626, 18.188435 | 10000200210001 | Ladda upp en bild av detta fornminne      |
| Angarn 22:1                               | Hög                         |              | Angarn, Uppland     |                | 59.534637, 18.177589 | 10000200220001 | Ladda upp en bild av detta fornminne      |
| Angarn 22:2                               | Hög                         |              | Angarn, Uppland     |                | 59.534744, 18.177728 | 10000200220002 | Ladda upp en bild av detta fornminne      |
| Angarn 22:3                               | Hög                         |              | Angarn, Uppland     |                | 59.534651, 18.177919 | 10000200220003 | Ladda upp en bild av detta fornminne      |
| Upplands runinskrifter 203 (Angarn 23:1)  | Runristning                 |              | Angarn, Uppland     | Angarns kyrka  | 59.536328, 18.168606 | 10000200230001 | Ladda upp en till bild av detta fornminne |
| Upplands runinskrifter 204 (Angarn 23:2)  | Runristning                 |              | Angarn, Uppland     | Angarns kyrka  | 59.536332, 18.168500 | 10000200230002 | Ladda upp en till bild av detta fornminne |
| Upplands runinskrifter 202 (Angarn 23:3)  | Runristning                 |              | Angarn, Uppland     | Angarns kyrka  | 59.536331, 18.168405 | 10000200230003 | Ladda upp en till bild av detta fornminne |
| Upplands runinskrifter 201 (Angarn 24:1)  | Runristning                 |              | Angarn, Uppland     | Angarns kyrka  | 59.536638, 18.168750 | 10000200240001 | Ladda upp en till bild av detta fornminne |
| Angarn 25:1                               | Hög                         |              | Angarn, Uppland     |                | 59.537461, 18.170136 | 10000200250001 | Ladda upp en bild av detta fornminne      |
| Angarn 25:2                               | Stensättning                |              | Angarn, Uppland     |                | 59.537535, 18.169911 | 10000200250002 | Ladda upp en bild av detta fornminne      |
| Angarn 26:1                               | Hög                         |              | Angarn, Uppland     |                | 59.536013, 18.169774 | 10000200260001 | Ladda upp en bild av detta fornminne      |
| Angarn 27:1                               | Stensättning                |              | Angarn, Uppland     |                | 59.538221, 18.171239 | 10000200270001 | Ladda upp en bild av detta fornminne      |
| Angarn 29:1                               | Hög                         |              | Angarn, Uppland     |                | 59.535799, 18.173487 | 10000200290001 | Ladda upp en bild av detta fornminne      |
| Angarn 30:1                               | Gravfält                    |              | Angarn, Uppland     |                | 59.536365, 18.174014 | 10000200300001 | Ladda upp en bild av detta fornminne      |
| Angarn 31:1                               | Stensättning                |              | Angarn, Uppland     |                | 59.530937, 18.170871 | 10000200310001 | Ladda upp en bild av detta fornminne      |
| Angarn 32:1                               | Röse                        |              | Angarn, Uppland     |                | 59.524648, 18.166072 | 10000200320001 | Ladda upp en bild av detta fornminne      |
| Angarn 33:1                               | Röse                        |              | Angarn, Uppland     |                | 59.523588, 18.169084 | 10000200330001 | Ladda upp en bild av detta fornminne      |
| Angarn 34:1                               | Röse                        |              | Angarn, Uppland     |                | 59.526074, 18.166340 | 10000200340001 | Ladda upp en bild av detta fornminne      |
| Angarn 34:2                               | Stensättning                |              | Angarn, Uppland     |                | 59.525873, 18.166247 | 10000200340002 | Ladda upp en bild av detta fornminne      |
| Angarn 34:3                               | Stensättning                |              | Angarn, Uppland     |                | 59.525621, 18.166101 | 10000200340003 | Ladda upp en bild av detta fornminne      |
| Angarn 35:1                               | Röse                        |              | Angarn, Uppland     |                | 59.526739, 18.166994 | 10000200350001 | Ladda upp en bild av detta fornminne      |
| Angarn 36:1                               | Stensättning                |              | Angarn, Uppland     |                | 59.526302, 18.167103 | 10000200360001 | Ladda upp en bild av detta fornminne      |
| Angarn 37:1                               | Röse                        |              | Angarn, Uppland     |                | 59.525267, 18.169604 | 10000200370001 | Ladda upp en bild av detta fornminne      |
| Angarn 38:1                               | Gravfält                    |              | Angarn, Uppland     |                | 59.526203, 18.169530 | 10000200380001 | Ladda upp en bild av detta fornminne      |
| Angarn 39:1                               | Stensättning                |              | Angarn, Uppland     |                | 59.526415, 18.171659 | 10000200390001 | Ladda upp en bild av detta fornminne      |
| Angarn 40:1                               | Stensättning                |              | Angarn, Uppland     |                | 59.528652, 18.171623 | 10000200400001 | Ladda upp en bild av detta fornminne      |
| Angarn 41:1                               | Stensättning                |              | Angarn, Uppland     |                | 59.529311, 18.170572 | 10000200410001 | Ladda upp en bild av detta fornminne      |
| Angarn 42:2                               | Stensättning                |              | Angarn, Uppland     |                | 59.523441, 18.175233 | 10000200420002 | Ladda upp en bild av detta fornminne      |
| Angarn 42:3                               | Stensättning                |              | Angarn, Uppland     |                | 59.523353, 18.175248 | 10000200420003 | Ladda upp en bild av detta fornminne      |
| Angarn 43:2                               | Stensättning                |              | Angarn, Uppland     |                | 59.522814, 18.175226 | 10000200430002 | Ladda upp en bild av detta fornminne      |
| Angarn 43:4                               | Stensättning                |              | Angarn, Uppland     |                | 59.522702, 18.175267 | 10000200430004 | Ladda upp en bild av detta fornminne      |
| Angarn 45:1                               | Stensättning                |              | Angarn, Uppland     |                | 59.526503, 18.175278 | 10000200450001 | Ladda upp en bild av detta fornminne      |
| Angarn 45:2                               | Stensättning                |              | Angarn, Uppland     |                | 59.526518, 18.175614 | 10000200450002 | Ladda upp en bild av detta fornminne      |
| Angarn 45:3                               | Stensättning                |              | Angarn, Uppland     |                | 59.526322, 18.174600 | 10000200450003 | Ladda upp en bild av detta fornminne      |
| Angarn 46:1                               | Gravfält                    |              | Angarn, Uppland     |                | 59.527557, 18.176174 | 10000200460001 | Ladda upp en bild av detta fornminne      |
| Angarn 47:1                               | Röse                        |              | Angarn, Uppland     |                | 59.527880, 18.179718 | 10000200470001 | Ladda upp en bild av detta fornminne      |
| Angarn 48:1                               | Stensättning                |              | Angarn, Uppland     |                | 59.522188, 18.179143 | 10000200480001 | Ladda upp en bild av detta fornminne      |
| Angarn 48:2                               | Stensättning                |              | Angarn, Uppland     |                | 59.522274, 18.179159 | 10000200480002 | Ladda upp en bild av detta fornminne      |
| Upplands runinskrifter 207 (Angarn 49:1)  | Runristning                 |              | Angarn, Uppland     |                | 59.521900, 18.167573 | 10000200490001 | Ladda upp en till bild av detta fornminne |
| Upplands runinskrifter 208 (Angarn 49:2)  | Runristning                 |              | Angarn, Uppland     |                | 59.521900, 18.167599 | 10000200490002 | Ladda upp en till bild av detta fornminne |
| Angarn 50:1                               | Stensättning                |              | Angarn, Uppland     |                | 59.525127, 18.162408 | 10000200500001 | Ladda upp en bild av detta fornminne      |
| Angarn 51:1                               | Stensättning                |              | Angarn, Uppland     |                | 59.520861, 18.163829 | 10000200510001 | Ladda upp en bild av detta fornminne      |
| Angarn 52:1                               | Stensättning                |              | Angarn, Uppland     |                | 59.522562, 18.164001 | 10000200520001 | Ladda upp en bild av detta fornminne      |
| Angarn 52:2                               | Stensättning                |              | Angarn, Uppland     |                | 59.522672, 18.163970 | 10000200520002 | Ladda upp en bild av detta fornminne      |
| Angarn 53:1                               | Gravfält                    |              | Angarn, Uppland     |                | 59.522104, 18.168429 | 10000200530001 | Ladda upp en bild av detta fornminne      |
| Angarn 54:1                               | Stensättning                |              | Angarn, Uppland     |                | 59.541720, 18.190877 | 10000200540001 | Ladda upp en bild av detta fornminne      |
| Angarn 55:2                               | Stensättning                |              | Angarn, Uppland     |                | 59.540562, 18.191158 | 10000200550002 | Ladda upp en bild av detta fornminne      |
| Angarn 55:3                               | Stensättning                |              | Angarn, Uppland     |                | 59.540709, 18.190871 | 10000200550003 | Ladda upp en bild av detta fornminne      |
| Angarn 56:1                               | Gravfält                    |              | Angarn, Uppland     |                | 59.538306, 18.194432 | 10000200560001 | Ladda upp en bild av detta fornminne      |
| Angarn 57:1                               | Stensättning                |              | Angarn, Uppland     |                | 59.536689, 18.197778 | 10000200570001 | Ladda upp en bild av detta fornminne      |
| Angarn 57:2                               | Stensättning                |              | Angarn, Uppland     |                | 59.536432, 18.197977 | 10000200570002 | Ladda upp en bild av detta fornminne      |
| Angarn 58:1                               | Stensättning                |              | Angarn, Uppland     |                | 59.537375, 18.198848 | 10000200580001 | Ladda upp en bild av detta fornminne      |
| Angarn 59:1                               | Röse                        |              | Angarn, Uppland     |                | 59.531602, 18.202515 | 10000200590001 | Ladda upp en bild av detta fornminne      |
| Angarn 60:1                               | Grav markerad av sten/block |              | Angarn, Uppland     |                | 59.535038, 18.166814 | 10000200600001 | Ladda upp en bild av detta fornminne      |
| Angarn 60:2                               | Stensättning                |              | Angarn, Uppland     |                | 59.535179, 18.166969 | 10000200600002 | Ladda upp en bild av detta fornminne      |
| Angarn 62:1                               | Hällristning                |              | Angarn, Uppland     |                | 59.544416, 18.171105 | 10000200620001 | Ladda upp en till bild av detta fornminne |
| Angarn 63:1                               | Gravfält                    |              | Angarn, Uppland     |                | 59.544628, 18.162420 | 10000200630001 | Ladda upp en bild av detta fornminne      |
| Angarn 65:1                               | Stensättning                |              | Angarn, Uppland     |                | 59.544714, 18.173544 | 10000200650001 | Ladda upp en bild av detta fornminne      |
| Angarn 66:1                               | Stensättning                |              | Angarn, Uppland     |                | 59.546341, 18.172765 | 10000200660001 | Ladda upp en bild av detta fornminne      |
| Angarn 66:2                               | Stensättning                |              | Angarn, Uppland     |                | 59.546125, 18.172824 | 10000200660002 | Ladda upp en bild av detta fornminne      |
| Angarn 66:3                               | Stensättning                |              | Angarn, Uppland     |                | 59.545954, 18.172850 | 10000200660003 | Ladda upp en bild av detta fornminne      |
| Angarn 67:1                               | Hällristning                |              | Angarn, Uppland     |                | 59.548537, 18.174317 | 10000200670001 | Ladda upp en bild av detta fornminne      |
| Angarn 67:2                               | Stensättning                |              | Angarn, Uppland     |                | 59.548642, 18.174482 | 10000200670002 | Ladda upp en bild av detta fornminne      |
| Angarn 68:1                               | Stensättning                |              | Angarn, Uppland     |                | 59.550179, 18.175007 | 10000200680001 | Ladda upp en bild av detta fornminne      |
| Angarn 69:1                               | Gravfält                    |              | Angarn, Uppland     |                | 59.549068, 18.169862 | 10000200690001 | Ladda upp en bild av detta fornminne      |
| Angarn 70:5                               | Hällristning                |              | Angarn, Uppland     |                | 59.545836, 18.169566 | 10000200700005 | Ladda upp en bild av detta fornminne      |
| Angarn 70:6                               | Hällristning                |              | Angarn, Uppland     |                | 59.545863, 18.169785 | 10000200700006 | Ladda upp en bild av detta fornminne      |
| Angarn 71:1                               | Gravfält                    |              | Angarn, Uppland     |                | 59.546667, 18.175363 | 10000200710001 | Ladda upp en bild av detta fornminne      |
| Angarn 72:1                               | Gravfält                    |              | Angarn, Uppland     |                | 59.546939, 18.178294 | 10000200720001 | Ladda upp en bild av detta fornminne      |
| Upplands runinskrifter 210 (Angarn 73:1)  | Runristning                 |              | Angarn, Uppland     |                | 59.535832, 18.144473 | 10000200730001 | Ladda upp en till bild av detta fornminne |
| Angarn 78:1                               | Stensättning                |              | Angarn, Uppland     |                | 59.514842, 18.159143 | 10000200780001 | Ladda upp en bild av detta fornminne      |
| Angarn 78:2                               | Stensättning                |              | Angarn, Uppland     |                | 59.514721, 18.159233 | 10000200780002 | Ladda upp en bild av detta fornminne      |
| Angarn 81:1                               | Stensättning                |              | Angarn, Uppland     |                | 59.513269, 18.151466 | 10000200810001 | Ladda upp en bild av detta fornminne      |
| Angarn 84:1                               | Gravfält                    |              | Angarn, Uppland     |                | 59.514137, 18.158550 | 10000200840001 | Ladda upp en bild av detta fornminne      |
| Vedahällen (Angarn 84:2)                  | Runristning                 |              | Angarn, Uppland     |                | 59.513946, 18.158848 | 10000200840002 | Ladda upp en till bild av detta fornminne |
| Angarn 87:1                               | Stensättning                |              | Angarn, Uppland     |                | 59.511718, 18.164781 | 10000200870001 | Ladda upp en bild av detta fornminne      |
| Angarn 90:1                               | Röse                        |              | Angarn, Uppland     |                | 59.516921, 18.164571 | 10000200900001 | Ladda upp en bild av detta fornminne      |
| Angarn 91:1                               | Röse                        |              | Angarn, Uppland     |                | 59.516561, 18.168211 | 10000200910001 | Ladda upp en bild av detta fornminne      |
| Angarn 91:2                               | Röse                        |              | Angarn, Uppland     |                | 59.516316, 18.168133 | 10000200910002 | Ladda upp en bild av detta fornminne      |
| Angarn 92:1                               | Stensättning                |              | Angarn, Uppland     |                | 59.519201, 18.167833 | 10000200920001 | Ladda upp en bild av detta fornminne      |
| Angarn 93:1                               | Röse                        |              | Angarn, Uppland     |                | 59.509669, 18.172571 | 10000200930001 | Ladda upp en bild av detta fornminne      |
| Angarn 93:2                               | Stensättning                |              | Angarn, Uppland     |                | 59.509888, 18.172393 | 10000200930002 | Ladda upp en bild av detta fornminne      |
| Angarn 93:3                               | Stensättning                |              | Angarn, Uppland     |                | 59.509936, 18.172237 | 10000200930003 | Ladda upp en bild av detta fornminne      |
| Angarn 96:1                               | Gravfält                    |              | Angarn, Uppland     |                | 59.506627, 18.164650 | 10000200960001 | Ladda upp en bild av detta fornminne      |
| Angarn 99:1                               | Röse                        |              | Angarn, Uppland     |                | 59.504904, 18.169318 | 10000200990001 | Ladda upp en bild av detta fornminne      |
| Angarn 99:2                               | Stensättning                |              | Angarn, Uppland     |                | 59.505082, 18.169929 | 10000200990002 | Ladda upp en bild av detta fornminne      |
| Angarn 99:3                               | Stensättning                |              | Angarn, Uppland     |                | 59.504904, 18.169982 | 10000200990003 | Ladda upp en bild av detta fornminne      |
| Angarn 105:1                              | Stensättning                |              | Angarn, Uppland     |                | 59.546922, 18.165316 | 10000201050001 | Ladda upp en bild av detta fornminne      |
| Angarn 106:1                              | Stensättning                |              | Angarn, Uppland     |                | 59.549508, 18.167844 | 10000201060001 | Ladda upp en bild av detta fornminne      |
| Angarn 106:2                              | Stensättning                |              | Angarn, Uppland     |                | 59.549491, 18.168426 | 10000201060002 | Ladda upp en bild av detta fornminne      |
| Angarn 107:1                              | Röse                        |              | Angarn, Uppland     |                | 59.523598, 18.163678 | 10000201070001 | Ladda upp en bild av detta fornminne      |
| Angarn 108:1                              | Stensättning                |              | Angarn, Uppland     |                | 59.517194, 18.167596 | 10000201080001 | Ladda upp en bild av detta fornminne      |
| Angarn 110:1                              | Stensättning                |              | Angarn, Uppland     |                | 59.516759, 18.175094 | 10000201100001 | Ladda upp en bild av detta fornminne      |
| Angarn 111:1                              | Fornborg                    |              | Angarn, Uppland     |                | 59.509564, 18.156295 | 10000201110001 | Ladda upp en bild av detta fornminne      |
| Angarn 113:1                              | Stensättning                |              | Angarn, Uppland     |                | 59.522567, 18.176338 | 10000201130001 | Ladda upp en bild av detta fornminne      |
| Angarn 113:2                              | Stensättning                |              | Angarn, Uppland     |                | 59.522605, 18.176731 | 10000201130002 | Ladda upp en bild av detta fornminne      |
| Angarn 115:1                              | Fornborg                    |              | Angarn, Uppland     |                | 59.526093, 18.153314 | 10000201150001 | Ladda upp en till bild av detta fornminne |
| Upplands runinskrifter 211 (Angarn 118:1) | Runristning                 |              | Angarn, Uppland     | Angarnsjöängen | 59.542583, 18.166995 | 10000201180001 | Ladda upp en till bild av detta fornminne |
| Angarn 121:1                              | Stensättning                |              | Angarn, Uppland     |                | 59.542226, 18.189399 | 10000201210001 | Ladda upp en bild av detta fornminne      |
| Angarn 125:2                              | Stensättning                |              | Angarn, Uppland     |                | 59.540310, 18.183935 | 10000201250002 | Ladda upp en bild av detta fornminne      |
| Angarn 128:1                              | Stensättning                |              | Angarn, Uppland     |                | 59.534427, 18.159958 | 10000201280001 | Ladda upp en bild av detta fornminne      |
| Angarn 128:2                              | Stensättning                |              | Angarn, Uppland     |                | 59.534337, 18.159973 | 10000201280002 | Ladda upp en bild av detta fornminne      |
| Angarn 128:3                              | Stensättning                |              | Angarn, Uppland     |                | 59.534255, 18.159971 | 10000201280003 | Ladda upp en bild av detta fornminne      |
| Angarn 128:4                              | Stensättning                |              | Angarn, Uppland     |                | 59.534254, 18.160151 | 10000201280004 | Ladda upp en bild av detta fornminne      |
| Angarn 131:1                              | Stensättning                |              | Angarn, Uppland     |                | 59.534416, 18.148293 | 10000201310001 | Ladda upp en bild av detta fornminne      |
| Angarn 132:1                              | Stensättning                |              | Angarn, Uppland     |                | 59.547383, 18.182177 | 10000201320001 | Ladda upp en bild av detta fornminne      |
| Angarn 133:1                              | Stensättning                |              | Angarn, Uppland     |                | 59.521650, 18.180037 | 10000201330001 | Ladda upp en bild av detta fornminne      |
| Angarn 134:1                              | Stensättning                |              | Angarn, Uppland     |                | 59.531013, 18.169538 | 10000201340001 | Ladda upp en bild av detta fornminne      |
| Angarn 135:1                              | Röse                        |              | Angarn, Uppland     |                | 59.527770, 18.178288 | 10000201350001 | Ladda upp en bild av detta fornminne      |
| Angarn 135:2                              | Stensättning                |              | Angarn, Uppland     |                | 59.527693, 18.178127 | 10000201350002 | Ladda upp en bild av detta fornminne      |
| Angarn 138:1                              | Hällristning                |              | Angarn, Uppland     |                | 59.541560, 18.183492 | 10000201380001 | Ladda upp en bild av detta fornminne      |
| Angarn 139:1                              | Gravfält                    |              | Angarn, Uppland     |                | 59.509305, 18.169760 | 10000201390001 | Ladda upp en bild av detta fornminne      |
| Angarn 140:1                              | Röse                        |              | Angarn, Uppland     |                | 59.532431, 18.209487 | 10000201400001 | Ladda upp en bild av detta fornminne      |
| Angarn 141:1                              | Hällristning                |              | Angarn, Uppland     |                | 59.546897, 18.166926 | 10000201410001 | Ladda upp en bild av detta fornminne      |
| Angarn 144                                | Hällristning                |              | Angarn, Uppland     |                | 59.540533, 18.166773 | 12000000113675 | Ladda upp en bild av detta fornminne      |